# Szeged villamosvonal-hálózata
Szeged villamosvonal-hálózata a budapesti után a második legnagyobb villamoshálózat Magyarországon. A jelenleg 23,2 km hosszú hálózat a szegedi tömegközlekedés gerincét jelentik. A pálya fenntartásáért a Szegedi Közlekedési Társaság (SZKT) felelős, a járatokat az SZKT mellett a MÁV-START Zrt. is közlekedteti.
A pálya normál nyomtávolságú, és 600 V-os egyenárammal villamosított. A 2021-ben elindult Szeged–Hódmezővásárhely tram-train óta Hódmezővásárhellyel is közvetlen kapcsolat jött létre.

## Története

### Kezdetektől a második világháború végéig

Villamosok 1943-ban

A omnibusz 1857 március 1-én indult meg, összekötve a város központját a vasútállomással. Az 1879-es árvíz a várost lerombolta, a helyreállítás után a megnövekedett igény miatt a lóvillamost vették számításba, az 1881-ben kiadott engedély után 3 évvel, 1884-ben indult meg rajta a személyszállítás, valamint ezzel párhuzamosan a pályán gőzmozdonyokkal a teherszállítás is megkezdődött. 1885-ben évente több mint 300 000 utast szállítottak. A századfordulóra a lovak kapacitása kevésnek mutatkozott ezért 1899-ben egy tervet dolgoztak ki a villamos vontatásra való átállásra, amit csak 1907-ben engedélyeztek. Az első villamos  1908. október 1-én indulhatott meg, összekötve a fő vasútállomást a belvároson át Rókus vasútállomással.
Az első világháború alatt a jugoszláv megszállás miatt a tömegközlekedést Újszegeden le kellett állítani, de komoly károk a villamoshálózatban nem keletkeztek. A válság kezdetével 1920-ban az utasszámok visszaestek, vonalak közlekedtetését részlegesen le kellett állítani, a menetrendet a megmaradt vonalakon megritkították.
A második világháborút a hálózat károk nélkül átvészelte, csak a háború utolsó napjaiban állt le rövid időre a forgalom. 1944. október 19-én a fővonalon már újra is indulhatott a közlekedés. Ezt követően a teherszállítás már nem virágzott fel, az 1950-es években elkezdett jelentősen csökkenni és 1971-re teljesen megszűnt.

### A világháborútól napjainkig

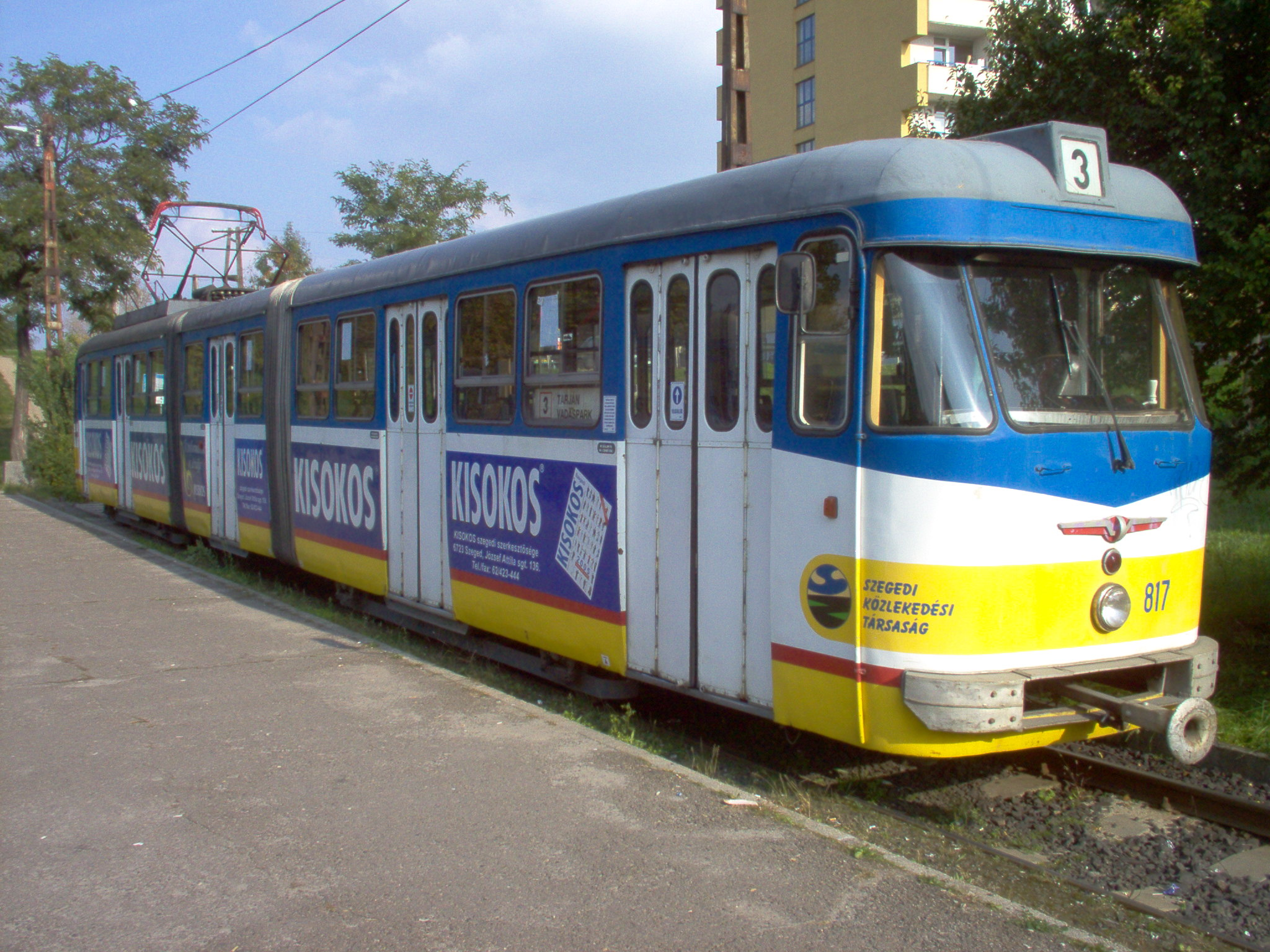
Bengáli villamos

Ugyan az 1960-as években Magyarországon a villamosvonalak megszüntetését és buszokkal való kiváltását javasolta az országos politika, a Szegedi hálózat mérete lecsökkenve, de túlélte ezt az időszakot. A korszakban az alábbi történelmi vonalak szűntek meg vagy alakultak át:

Szeged villamosvonalai 1950-ben

Szeged villamosvonalai 1996-ban

- Elsőként 1908. október 1-jén a Rókusi pályaudvar és a Személy pályaudvar között indult meg a forgalom. A pálya végig kétvágányú volt, a belvárosban a Széchenyi tér – Kelemen utca – Kölcsey utca – Kárász utca – Jókai utca útvonalon haladt a nyomvonal. Ezt a szakaszt 1927-ben elbontották. A viszonylat 1943-ban kapta az 1-es számot. 1930-ban mindkét végállomása fejállomás volt, a Szeged pályaudvart 1951-ben, a rókusi végállomást 1953–1954-ben alakították át hurokfordulóvá. A ’70-es években felújították a vonalat. 2000-ben a Rókusi pályaudvar mellé épült bevásárlóközponthoz egy új megálló épült, azóta a Szeged Plaza volt a járat egyik végállomása. A 2-es villamos építése kapcsán a vonalat 2009 és 2011 között teljesen felújították.[1][2]

A 2-es villamos 2012-es átadása óta az 1-es vonal követését jelentősen ritkították, mert a 2-essel nagyrészt közös pályán halad, amely a Rókusi körútra ágazik ki. 2013. március 30-a óta az 1-es csak óránként, a Szeged–Kötegyán-vasútvonal menetrendjéhez igazítva járt, az önálló, Szeged Plaza – Pulz utca – Vásárhelyi Pál utca szakaszon alacsony az utasszám. 2020. augusztus 8-a óta csak munkanapokon közlekedett.
A Szeged-Hódmezővásárhely Tram-Train utasforgalmi próbaüzeme 2021. november 29-én indult. A szegedi 1-es villamos kezdetben a vasút-villamossal összehangolva, változatlan menetrenddel közlekedett munkanapokon, majd miután a forgalmát a vasút-villamos teljesen átvette, a villamosvonal 2022. július 11-én megszűnt.
- A régi 2-es villamos a Felső Tisza-parton járt, a másik végállomása változó volt. A lóvasúti időszakból maradt vágányokat 1927-ben villamosították, és személyforgalmi célokra is berendezték. 1927. május 7-én indult a „gyártelepi” vonal az Ártézi kút (ma Anna-kút) és a Somogyitelep (ma Petőfitelep) között. 1943-ban a Fodortelep – Közvágóhíd viszonylatot megszüntették, helyette a Somogyitelep – Vágóhíd és a Széchenyi tér – Fodortelep viszonylatok jöttek létre. Ebben az évben számozták be a vonalakat, a Somogyitelepre járó a 2-es, a Fodor telepre járó viszonylat a 4-es számot kapta. 1972-ben a Lenin körút (Tisza Lajos körút) – József Attila sugárút csomópontjának korszerűsítése miatt a 4-es József Attila sugárúti vágányát bekötötték a 2-es vonalába, a Lenin körútra. Innentől a 4-es járt a Ságváritelepre, a 2-es pedig csak a Radnóti Miklós Gimnáziumig, de pár hónappal később az Anna-kútig. 1977-ben a második közúti híd (Bertalan híd) építésének kezdete miatt sürgősen megszüntették a vonalat. A forgalom 1977. február 28-ával szűnt meg.
- Az 5-ös Újszegedre járt. Az újszegedi villamospálya többféle viszonylat része volt. 1909 és 1913 között a Széchenyi tér és az Erzsébet liget, 1913 és 1919 között a Belvárosi temető – Erzsébet liget között létezett egy viszonylat. 1919-ben az újszegedi szakaszt elbontották. 1949-re az újszegedi pályaszakasz újra megépült, de a korábbiaktól eltérő útvonalon. 1949 és 1969 között az 5-ös villamos a Széchenyi tér és az Újszeged pu. (gyermekkórház) között közlekedett. Közben 1951 és 1952 között egy évig a 4-essel össze volt kötve, ekkor a 4-es a Fodortelep és Újszeged között járt, az 5-ös vonal ekkor nem létezett. A forgalmat 1969. január 31-én szüntették be, miután a vonalat fejleszthetetlennek és a teljesítőképesség határán lévőnek nevezték.
- A 6-os a Marx tér és az Átrakópályaudvar között közlekedett. 1950-ben a Szegedi Kisvasút vonalát lerövidítették, a környékbeli falvakból a Marx téri piacra járók számára létesült a viszonylat a Marx tér – Boross József utca – Kálvária sgt. – Tisza Lajos körút – Szövetkezeti út – Átrakó pu. útvonalon. 1963-ban lerövidítették a Dugonics térig, 1966. május 22-én pedig megszüntették.
- A 7-es villamos Szeged és Kiskundorozsma között közlekedett 1950 és 1977 között. A vonalra már az 1910-es években is volt terv, azonban csak 1950-ben épült meg. A nyomvonal a Marx térről indult, a Boross József utcán át a Kálvária sugárútra jutott ki, onnan a meglévő 3-as vonalán a Belvárosi temetőig, majd az új építésű pályán a Fonógyári út – Dorozsmai út útvonalon jutott el a dorozsmai templomig. 1951-ben a végállomása átkerült a Somogyi utcába. 1963-ban az I. Kórházhoz helyezték át a végállomást, ismét a Boross József utcán át jártak a villamosok, amely a dorozsmaiaknak kerülő volt. 1971-ben lerövidült az Úttörő térig (Kálvária tér). 1972-ben megbontották a 3-as vonallal, a 7-es már csak az Előregyártó telepig járt, amely a Cegléd–Szeged-vasútvonal Szeged felőli oldalán volt, ide került a 3-as külső végállomása. Az utasszám rohamosan csökkent az átszállás kényszerűsége miatt, valamint az autóbusz gyorsabb eljutást biztosított. 1977. június 30-án a viszonylatot megszüntették.
- A 8-as vonal 1951 januárjában a 7-es végállomásának Somogyi utcába történő áthelyezésekor, január 22-től 8-as jelzéssel új járat indult a Kálvária tér és a Marx tér között. Az alacsony utasszám miatt a járatot egy héttel később, január 29-én megszüntették.

A közlekedéspolitikai irány az 1973-as olajválság után megváltozott. További vonalbezárások már nem következtek be.
1992-1993 között a 628-as pályaszámú, Kassáról kölcsönkapott T6A2 típusú Tatra kocsi teljesített utasforgalmi próbameneteket. Az elavult bengáli villamosok leváltására 1997-1998 között a sorozat korszerűbb változatú tagjait állította forgalomba az SZKT. 2004 óta csatoltan is közlekednek. 2005-ben csuklós Tatra KT4D-k érkeztek használtan Potsdamból és Cottbusból, amelyek forgalomba állítás előtt felújítást kaptak. Az elavult FVV csuklós villamosokat azonban csak 2012-ben sikerült teljesen kivonni a forgalomból az alacsonypadlós Pesa villamosok érkezésével.
2009-ben elindult az új 2-es villamos építése, amit 2012-ben adtak át.

### VasútvillamossalHódmezővásárhelyre
Az egymás közelében lévő két megyei jogú város között nagy közlekedési igény mutatkozik, melyet városfejlesztési okokból javítani is kívánnak. A tömegközlekedés részesedése a két város között nagy, ám ezt nagyrészt autóbuszokkal oldották meg a projekt előtt, annak ellenére hogy a két város között vasútvonal is fut. A vonatok azonban a városközponttól távol állnak meg és ritkán közlekednek. A kötöttpályás közlekedés fejlesztése és szolgáltatási színvonal növelése érdekében egy Magyarországon még egyedülálló projektbe fogtak, amely külföldön már több helyen bizonyított. A vasútvillamos (tram-train) lényege, hogy a villamosok a két város között a már meglévő vasúti pályán képesek helyközi forgalmat lebonyolítani, míg a városok belterületén villamosként üzemelnek.
A projekthez kapcsolódóan Hódmezővásárhelyen kiépült egy villamosvonal, majd onnan a meglévő vasútvonalon át közlekednek a járművek Rókusig, ahol belépnek a villamoshálózatba és az 1-es villamos vonalán mennek tovább a belváros felé. Az utasforgalom 2021-ben indult el.

## Jelenlegi vonalak
| Útvonaldiagram | Útvonala | Menetidő   |
| -------------- | --- | ---------- |
|                | Európa liget ↔ Szeged pályaudvar Rókusi körút – Kossuth Lajos sugárút – Széchenyi tér – Kelemen László utca – Zrínyi utca – Boldogasszony sugárút – Indóház tér | 18-19 perc |
|                | Tarján ↔ Vadaspark József Attila sugárút – Tisza Lajos körút – Kálvária sugárút                                                                                 | 16-18 perc |
|                | Tarján ↔ Fonógyári út József Attila sugárút – Tisza Lajos körút – Kálvária sugárút – Bajai út – Fonógyári út                                                    | 22-25 perc |
|                | Tarján ↔ Kecskés József Attila sugárút – Tisza Lajos körút – Petőfi Sándor sugárút – Szabadkai út                                                               | 16-18 perc |

### A 2-es vonal
A 2-es villamos 2012. március 3. óta közlekedik a Szeged pályaudvar és az Európa liget között. A belvárosban a Széchenyi téren halad át és Rókuson keresztül éri a másik végállomását. Az Anna-kútnál keresztezi a 3-as és 3F, valamint a 4-es villamos vonalát. A vonal teljes hosszában kétvágányú, mindkét végállomáson hurokforduló van. Nagy részben az 1-es vonallal közös pályán halad, amely a Rókusi körútnál ágazik ki a Rókus pályaudvar felé. A vonalra új, modern járműveket is vásároltak. A vonalon PESA 120Nb, Tatra T6A2 és Tatra KT4 típusú szerelvények járnak.

### A 3-as, 3F vonal
A Széchenyi tér és a Belvárosi temető közötti, egyvágányú, kitérős rendszerű szakaszt 1908. október 31-én adták át. 1913-ban új vágánykapcsolatok építések nyomán létrejött az Erzsébet liget–Belvárosi temető viszonylat. 1927 májusától a „temetői” vonal lerövidült a Somogyi utcáig. 1941-ben a jobb oldali közlekedés bevezetése miatt a kitérők forgalmi rendje is megváltozott. A járat 1943-tól jár 3-as számozással. 1950-ben adták át a Belvárosi temető és Kiskundorozsma közötti szakaszt, amely az akkori 7-es vonal része volt. Ezután a 3-as a Textilművekig, vagy egyáltalán nem is közlekedett. 1977-ben a 7-es megszűnt, majd a 3-as vonala külső szakaszát is fokozatosan felszámolták a Fonógyári út északi részéig. 1990-ben a Somogyi utcán is megszűnt a villamosközlekedés, a végállomás a Dugonics tér lett.
2002-ben a 3-as vonalát bekötötték a 4-es vonalba a Dugonics téren, itt már kétvágányú lett a pálya, a Dugonics téri végállomás megszűnt. 2004-ben a Tisza Lajos körúton is kétvágányúsították a pályát. A 3-as önálló szakaszát 2010–2011-ben újították fel, a Kálvária tér körzetében is 700 méter hosszan kétvágányú pálya épült. A Fonógyári úton, valamint a Vadasparknál 2011-ben deltavágányt építettek, hogy az egy vezetőállásos villamosok is meg tudjanak fordulni.
A 3-as jelenleg Tarján és Vadaspark között közlekedik, a Fonógyári út felé a 3F jár.

### A 4-es vonal
A 4-es vonal Tarján és Kecskés között közlekedik. 1908. november 5-én indult meg a forgalom a „felsővárosi” vonalon a Gedó mulató – Közvágóhíd (Szalámigyár) viszonylatban, amely egyvágányú, kitérős rendszerű volt. 1913 és 1927 között a belvároson haladt át, a Széchenyi tér, Kárász utca érintésével. 1940–1941-ben a Gyevi sortól meghosszabbították a Fodortelepig. 1943-ban a felsővárosi vonal a 4-es számot kapta, a másik végállomás a Széchenyi tér lett, mert a 2-es járt ki a Vágóhídhoz. Az 1951–1952-ben Újszegedre is járt a 4-es, az 5-össel kötötték össze. 1972-ben a 4-es a Stefániától befelé lévő szakasza megszűnt, a vonalat a Lenin körútra (Tisza Lajos körút) kötötték be, a 2-es lerövidült. 1974 és 1980 között a lakótelep építése miatt Tarjánnál némileg hosszabbodott a pálya és kétvágányúsították a Tarján – Mérey utca közötti szakaszt.
A Dugonics teret 2002-ben felújították, a pálya kétvágányú lett. 2004-ben a Dugonics tér és az Anna-kút közötti szakaszt is kétvágányúsították, a pályát az úttest közepére helyezték, közös villamos–busz-sávot hoztak létre. 2006-ban a tarjáni végállomáson az addigi kétvágányú fejvégállomást korszerű, hurokvágányos végállomássá alakították át, míg a kecskési végállomásra – hely hiányában – egy deltavágányt építettek, hogy az egyirányú Tatra KT4D villamosok meg tudjanak fordulni, a Vám téren pedig kitérőt építettek, a sűrűbben közlekedés céljából. Ennek köszönhetően immár az FVV CSM–4, „bengáli” járművek helyett T6A2H, illetve KT4D típusú Tatra villamosok ezen a vonalon is járhatnak. A vonal rövidített változata, a 4A először Tarján és a Centrum Áruház (később Skála Divatáruház, ma Ázsia Kincse) között 1977-től, majd pár éves szünet után Tarján és a Dugonics tér között közlekedett hétköznapokon a reggeli csúcsidőben 2006 novemberéig, amikor a 4-es vonal reggeli sűrítése miatt megszűnt.
2008-ban átépítették az Anna-kúti kereszteződést. Az Anna-kút és a Tarján közötti szakaszt 2011-ben újították fel. A szakaszon korszerű megállóhelyek, a Glattfelder Gyula tér és az Anna-kút között pedig közös villamos–busz-sáv létesült.

## Járműpark
| Kép               | Típus                       | Darabszám         | Pályaszámok       | Gyártási év                     | Szegeden közlekedik | Leírás |
| Forgalmi járművek | Forgalmi járművek           | Forgalmi járművek | Forgalmi járművek | Forgalmi járművek               | Forgalmi járművek   | Forgalmi járművek |
| ----------------- | --------------------------- | ----------------- | ----------------- | ------------------------------- | ------------------- | --- |
|                   | ČKD Tatra T6A2              | 13 db             | 900–912           | 1997–1998 (27-28 évesek)        | 1997 óta            | Csak villamosvonalakon közlekedik |
|                   | ČKD Tatra B6A2              | 4 db              | 950–953           | 1989 (36 évesek)                | 2007 óta            | Csak villamosvonalakon közlekedik |
|                   | ČKD Tatra KT4               | 17 db             | 200–208, 210–217  | 1982, 1985, 1990 (35-43 évesek) | 2005 óta            | Csak villamosvonalakon közlekedik |
|                   | Pesa 120Nb ♿               | 9 db              | 100–108           | 2011–2012 (13-14 évesek)        | 2012 óta            | Csak villamosvonalakon közlekedik |
|                   | Stadler CityLink MÁV 406 ♿ | 12 db             | 001–012           | 2020–2022 (3-5 évesek)          | 2021 óta            | Villamos és vasúti üzemre is képes, dízel meghajtásban is képes mozogni. A hódmezővásárhelyi vonalon csak ezek a járművek képesek közlekedni |

### Rendszeres forgalmon kívüli villamosok

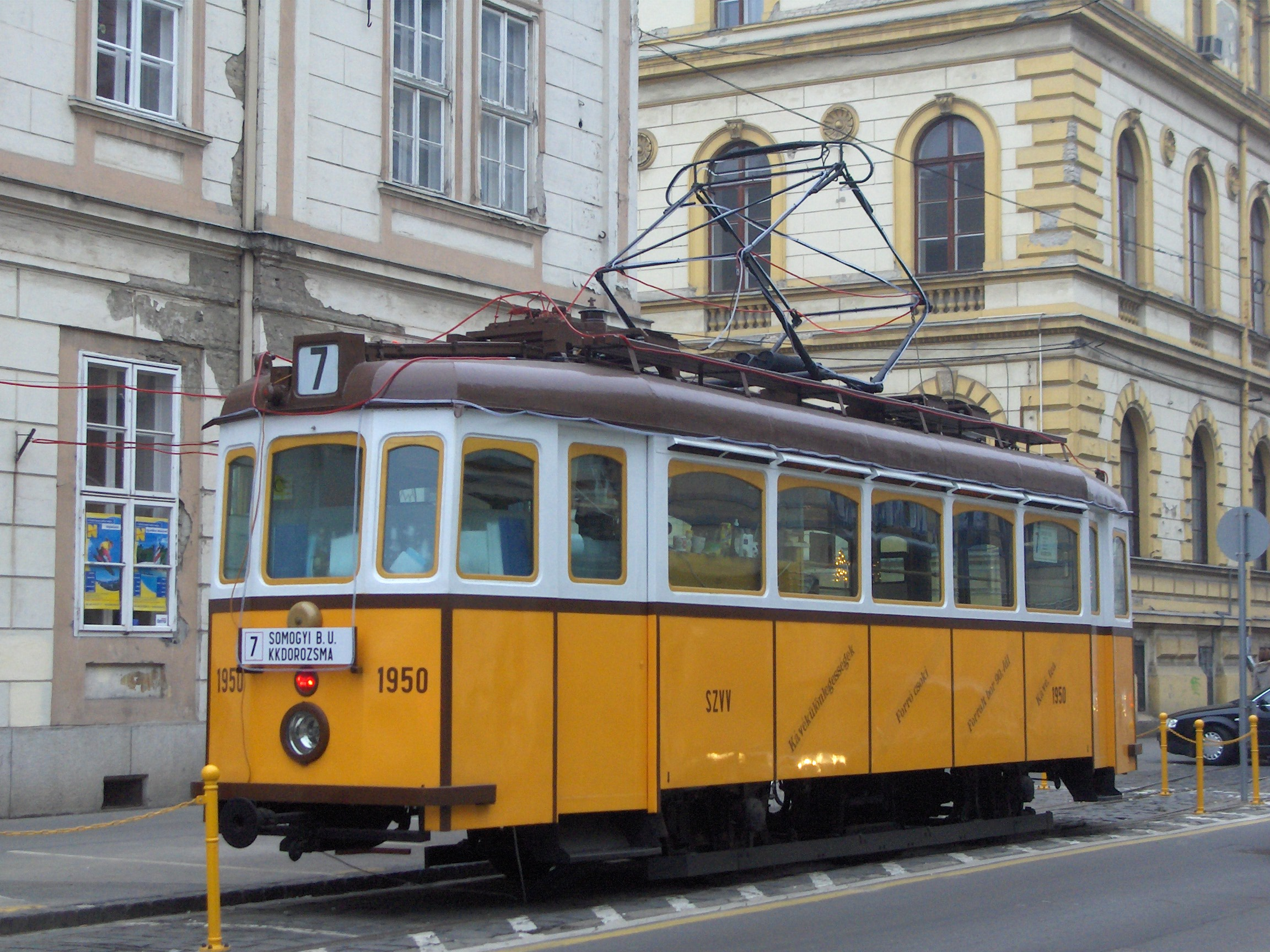
Nosztalgiavillamos Szegeden

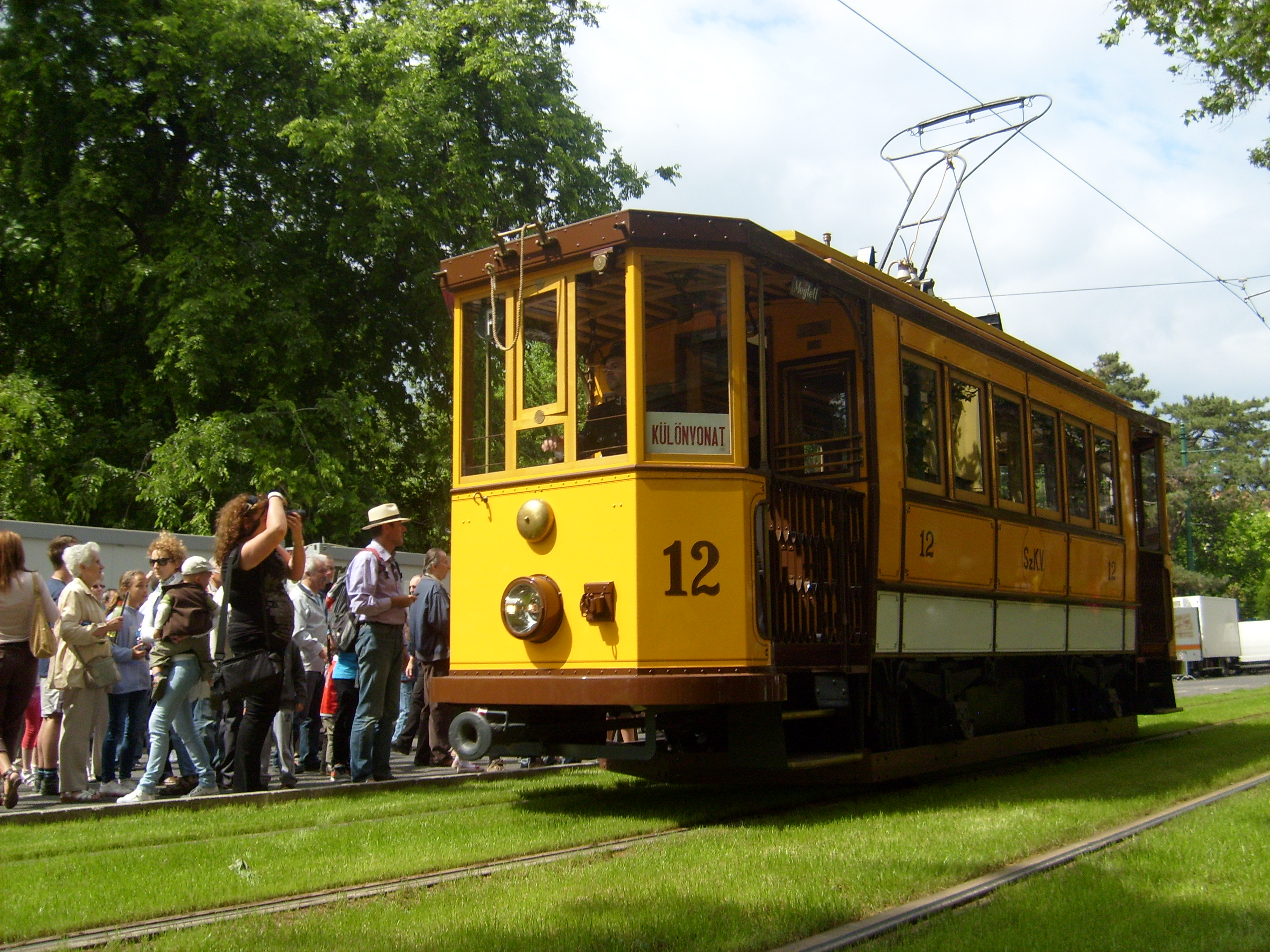
12-es pályaszámú MWG típusú motorkocsi

Szegeden jelenleg öt nosztalgiavillamossal találkozhatunk. Egyikük a 656-os és a 813-as „bengáli” is, előbbi még nem készült el.
A Somogyi utcában egy már használaton kívüli villamossínen áll egy másik nosztalgiavillamos, egy ún. „ezres” típusú kocsi, amely korábban 1055-ös pályaszámmal Budapesten közlekedett, ma pedig egy szegedi vállalkozó kávézót üzemeltet benne. A villamosra 1950-es pályaszámot festettek, annak emlékére, hogy 1950-ben indult meg a kiskundorozsmai 7-es villamos (mely azóta már megszűnt).
Az ötödik nosztalgiajármű egy ikerkocsi, mely Szegeden a 313, 314 pályaszámot viseli. Ezeket a kocsikat Budapesten a Füzesi főműhelyben acélvázasították, majd az állományból való törlésük után kerültek Szegedre, ahol felújították őket, és nosztalgiakocsik lettek. A szerelvény rendszeresen szokott a városban közlekedni, különleges alkalmakkor.
2008-ban a szegedi villamosközlekedés 100. évfordulójára az SZKT eredeti tervek alapján megépítette az egykori 12-es motorkocsi működőképes replikáját. Az eredeti kocsit a győri Magyar Waggon- és Gépgyár építette, egyike volt az első szegedi motorkocsiknak, azonban 1970-ben selejtezték.